# Croixanvec
Croixanvec é uma comuna francesa na região administrativa da Bretanha, no departamento Morbihan. Estende-se por uma área de 6,16 km². Em 2010 a comuna tinha 172 habitantes (densidade: 27,9 hab./km²).